# Quartz Extreme
A partire dalla versione 10.2 del suo sistema operativo macOS, Apple Computer decise di estendere la sua tecnologia grafica Quartz Compositor con nuove funzionalità. La nuova tecnologia che venne aggiunta fu chiamata Quartz Extreme. Questa tecnologia venne specificatamente sviluppata per incrementare le prestazioni della grafica 3D e per incrementare la velocità di gestione delle finestra da parte del sistema operativo. La tecnologia sgrava il processore di parte del lavoro di rendering demandandolo alla scheda grafica.
La tecnologia associa ad ogni finestra una texture. Tutte le schede grafiche con accelerazione tridimensionale integrano al loro interno dei processori dedicati all'elaborazione delle texture. Quindi Quartz Extreme invece di svolgere le operazioni di movimento, ridimensionamento, ecc le demanda alla scheda grafica programmando opportunamente il processore grafico. Da test svolti a parità di computer si ottiene un raddoppio delle prestazioni nella gestione delle finestre utilizzando questa tecnologia.
Per sfruttare Quartz Extreme un computer Macintosh deve essere dotato di una scheda grafica con almeno 16 MB di VRAM installata, in caso contrario la tecnologia non viene attivata dal Sistema Operativo.